# Phytomyza ukogi
Phytomyza ukogi este o specie de muște din genul Phytomyza, familia Agromyzidae, descrisă de Hiroaki Iwasaki în anul 1996. Conform Catalogue of Life specia Phytomyza ukogi nu are subspecii cunoscute.